# Torre di Petacciato
La Torre di Petacciato, detta comunemente Torre Petacciata, appartiene all'omonimo Comune di Petacciato, nella provincia di Campobasso, lungo la Strada Statale 16, a circa 7 metri dalla riva.

## Storia
Venne eretta nel 1568 con censimento nel 1594, ricoprendo, come ci descrive Gambacorta, il ruolo di venticinquesima ed ultima torre saracena della Capitanata durante il Viceregno di Napoli.
Era in diretta comunicazione con le torri di Montebello, del Trigno e del Sinarca, anche se da subito presentò problemi strutturali, dovuti proprio alle condizioni meccaniche e morfologiche del terreno di fondazione, che in questa area è a carattere franoso.
Nel 1777 una frana fece cedere le fondamenta, spaccandola a metà con conseguente crollo delle volte, un abbassamento di 2 metri e una traslazione di 4 metri verso Nord-Est del moncone rivolto alla spiaggia.

## Descrizione
Originariamente si presentava come una classica torre vicereale, con pianta quadrata di 11 metri per lato e un corpo troncopiramidale scarpato di 12 metri in altezza, composto in muratura mista e sviluppato su due livelli accessibili, in questo caso, dal pianterreno, che ospitava le scuderie ed era raggiungibile con una passerella.
L'alloggio era localizzato al primo piano, munito di finestre, un camino e una scala che portava alla terrazza armata, con una guardiola e un parapetto merlato e sorretto da quattro mensoloni per ogni facciata.
Si presenta tutt'oggi diroccata a causa della frana delle fondazioni, che la lasciò in una permanente inagibilità, permettendo però una visuale sezionata degli interni.

## Galleria d'immagini

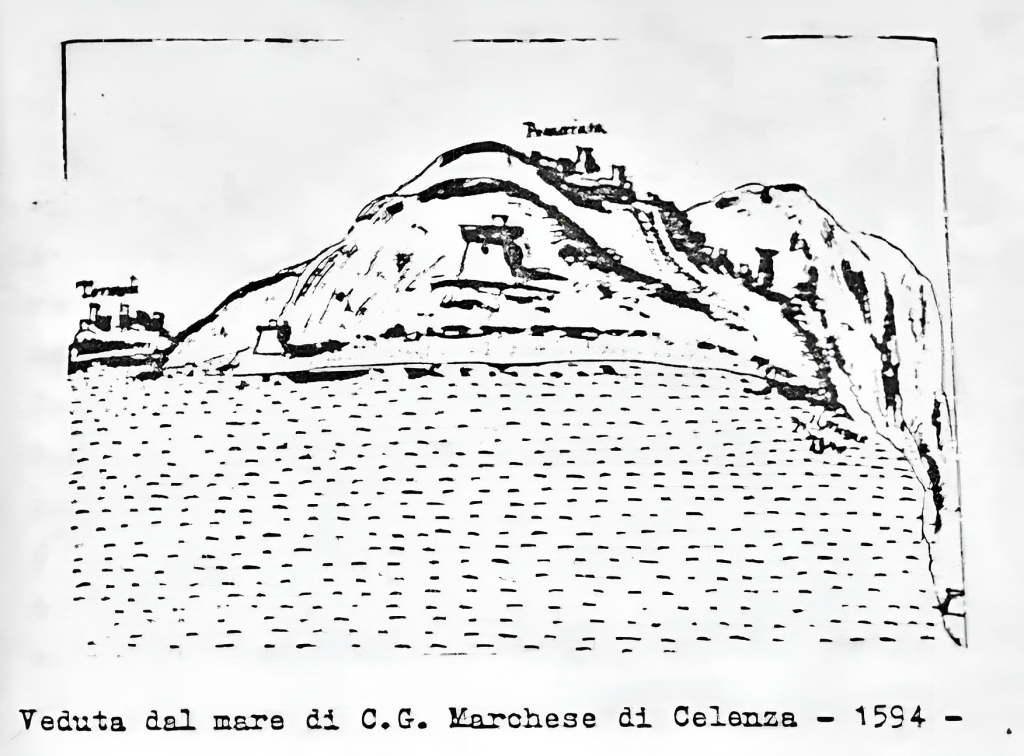
Censimento del Marchese Carlo Gambacorta, 1594
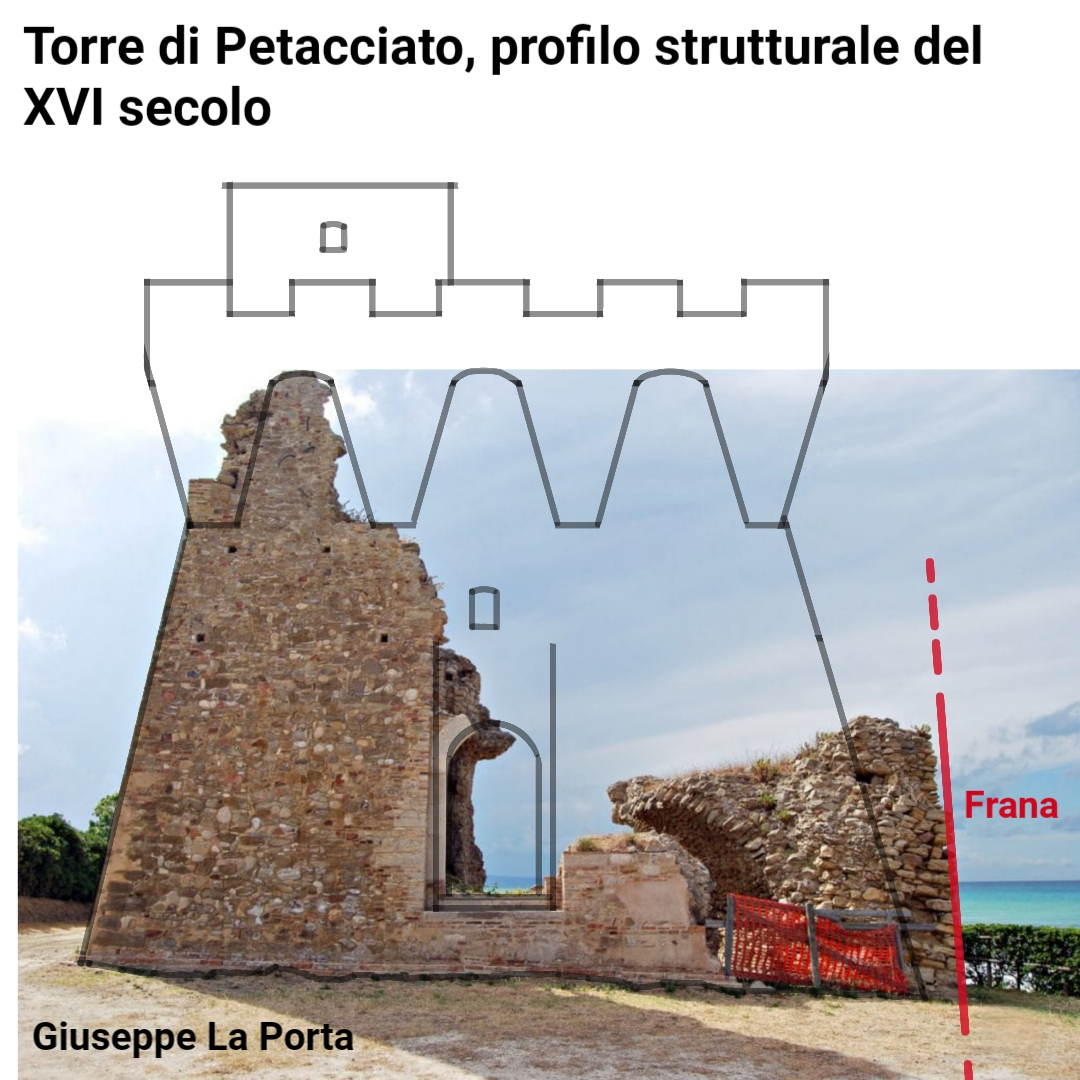
Profilo della struttura e inclinazione della frana
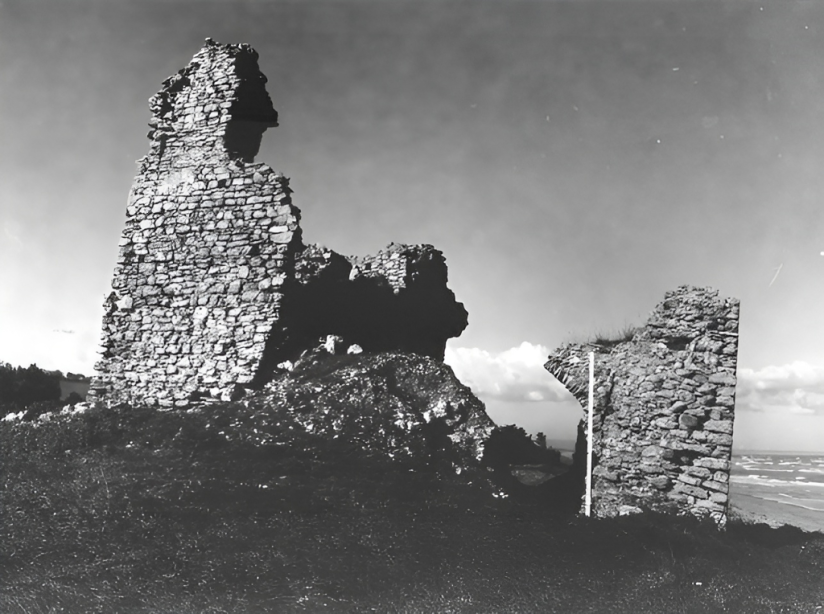
Facciata nel dopoguerra
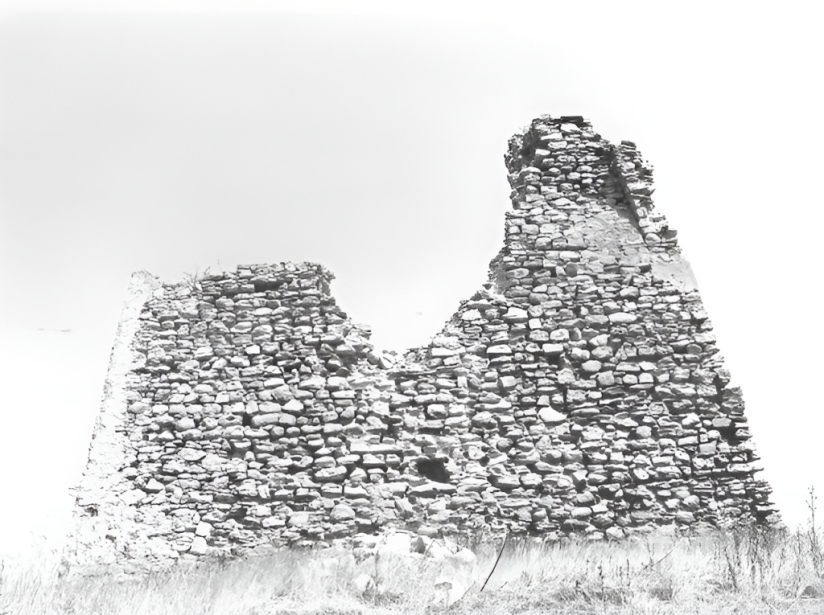
Retro nel dopoguerra
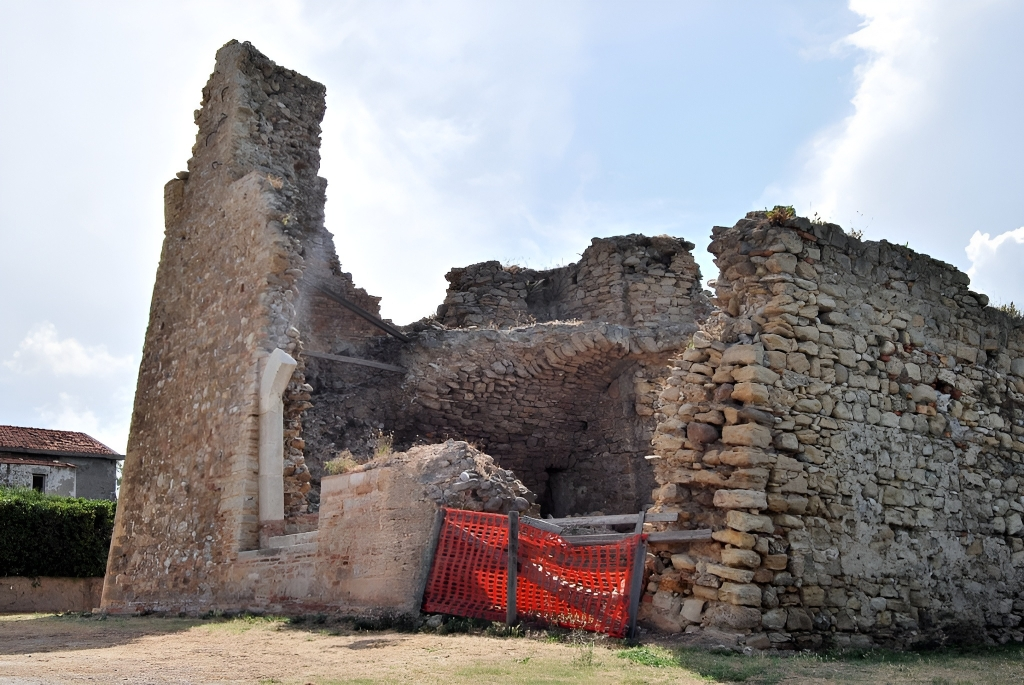
Foto frontale
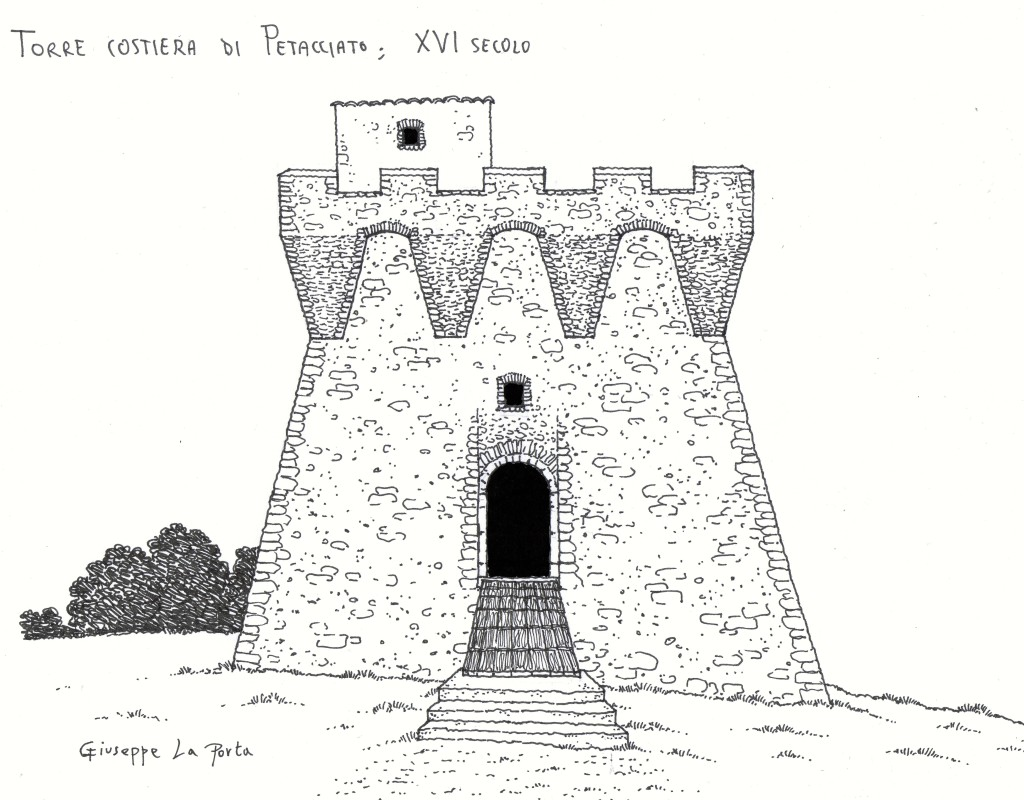
Ricostruzione grafica
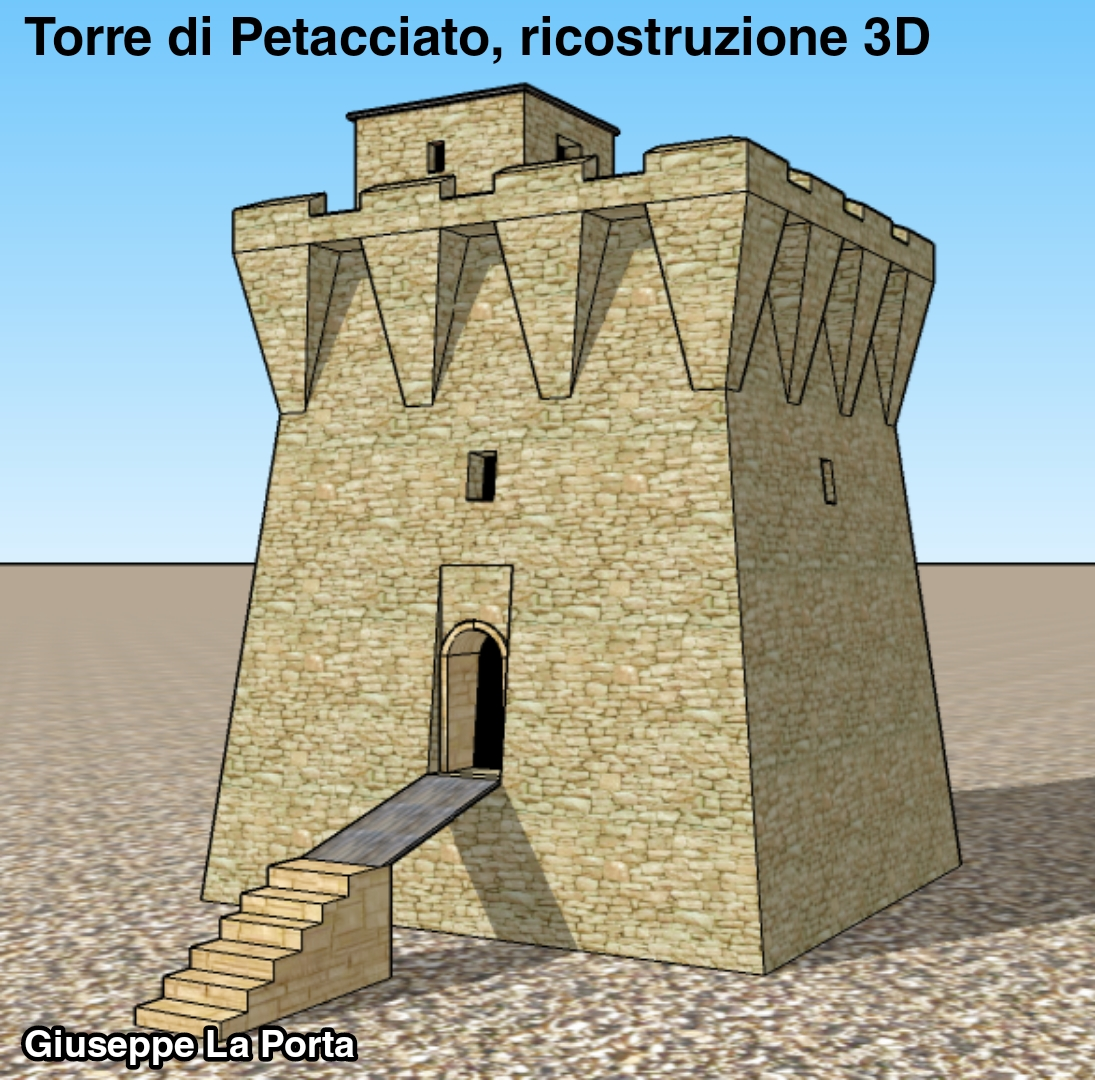
Ricostruzione tridimensionale
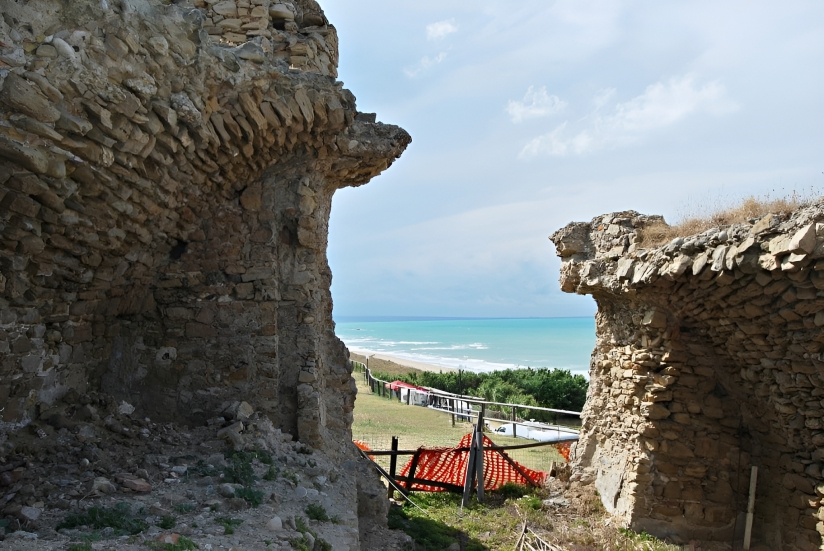
Interni del rudere
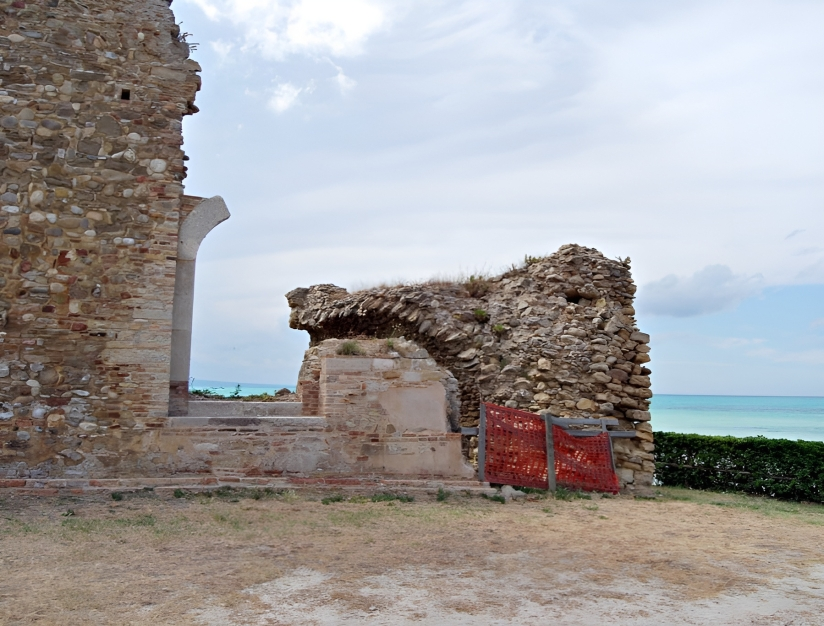
Entrata del rudere
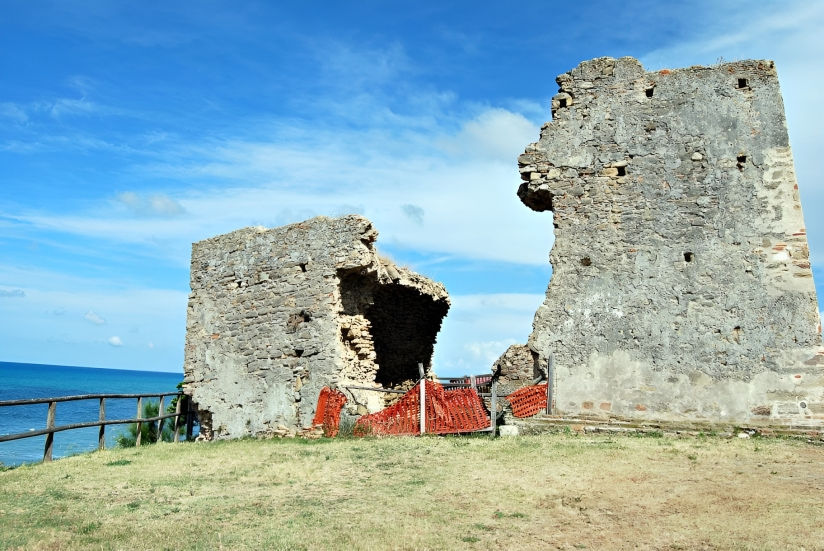
Retro oggi